# 326

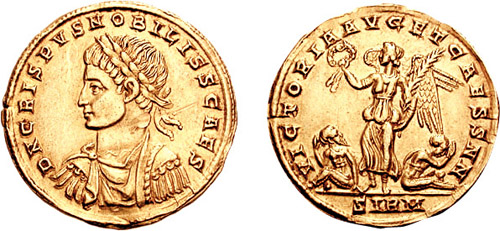
Caesar Crispus

Het jaar 326 is het 26e jaar in de 4e eeuw volgens de christelijke jaartelling.

## Gebeurtenissen

### Italië
- Keizer Constantijn de Grote vertrekt voor festiviteiten naar Rome om zijn 20-jarige troonsbestijging te herdenken. Onderweg bij Pola (Kroatië) geeft hij het bevel om zijn zoon Crispus wegens overspel te laten executeren. Later wordt zijn stiefmoeder Fausta tevens ter dood gebracht (verstikking in een heet stomend bad).
- Constantijn I geeft opdracht om vier kerken te bouwen: de Dom van Trier (Trier), de (Oude) Sint-Pietersbasiliek (Rome), de Heilig Grafkerk (Jeruzalem) en de Geboortekerk (Bethlehem).

### Europa
- De stad Carcassonne (Frankrijk) valt tijdelijk in handen van de Franken.

### Klein-Azië
- Constantijn I verplaatst zijn residentie naar het economisch belangrijkere Oosten en geeft opdracht om de vervallen stad Byzantium te laten herbouwen. Hiermee wordt het latere Constantinopel (stad van Constantijn) de nieuwe hoofdstad van het Romeinse Rijk, met de naam Nova Roma (Latijn voor "Nieuw Rome").
- Constantijn I laat uit alle windstreken bouwmeesters en handwerklui komen om met de bouw van Constantinopel te beginnen. In de Gouden Hoorn arriveren vrachtschepen met kunstschatten uit Rome, Athene, Antiochië en andere wereldsteden.

## Geboren
- Procopius, Romeins usurpator (overleden 366)

## Overleden
- Flavia Maxima Fausta (37), keizerin en dochter van Maximianus
- Flavius Iulius Crispus (21), zoon van Constantijn de Grote